# Pilaria imbecilla illinoiensis
Pilaria imbecilla illinoiensis is een ondersoort van de tweevleugelige Pilaria imbecilla uit de familie steltmuggen (Limoniidae). De soort komt voor in het Nearctisch gebied.